# زايلنيكس
 شركة زايلنيكس، هي شركة تكنولوجيا اميركية التي هي في المقام الأول على توريد من الأجهزة القابلة للبرمجة .
اخترعت الشركة مجموعة البوابة القابلة للبرمجة في المجال وهي شركة أشباه الموصلات التي صنعت أول نموذج تصنيع غير ثابت .

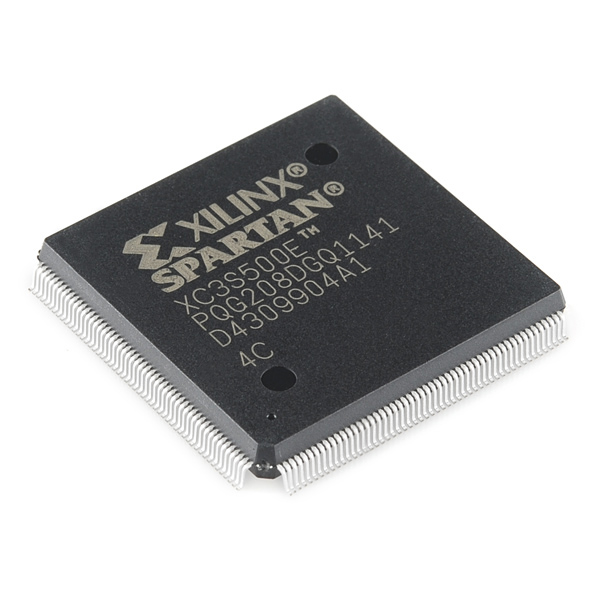
كانت منصة Spartan-3 أول FPGA 90nm في الصناعة ، حيث توفر وظائف وعرض نطاق ترددي لكل دولار أكثر مما كان ممكنًا في السابق.

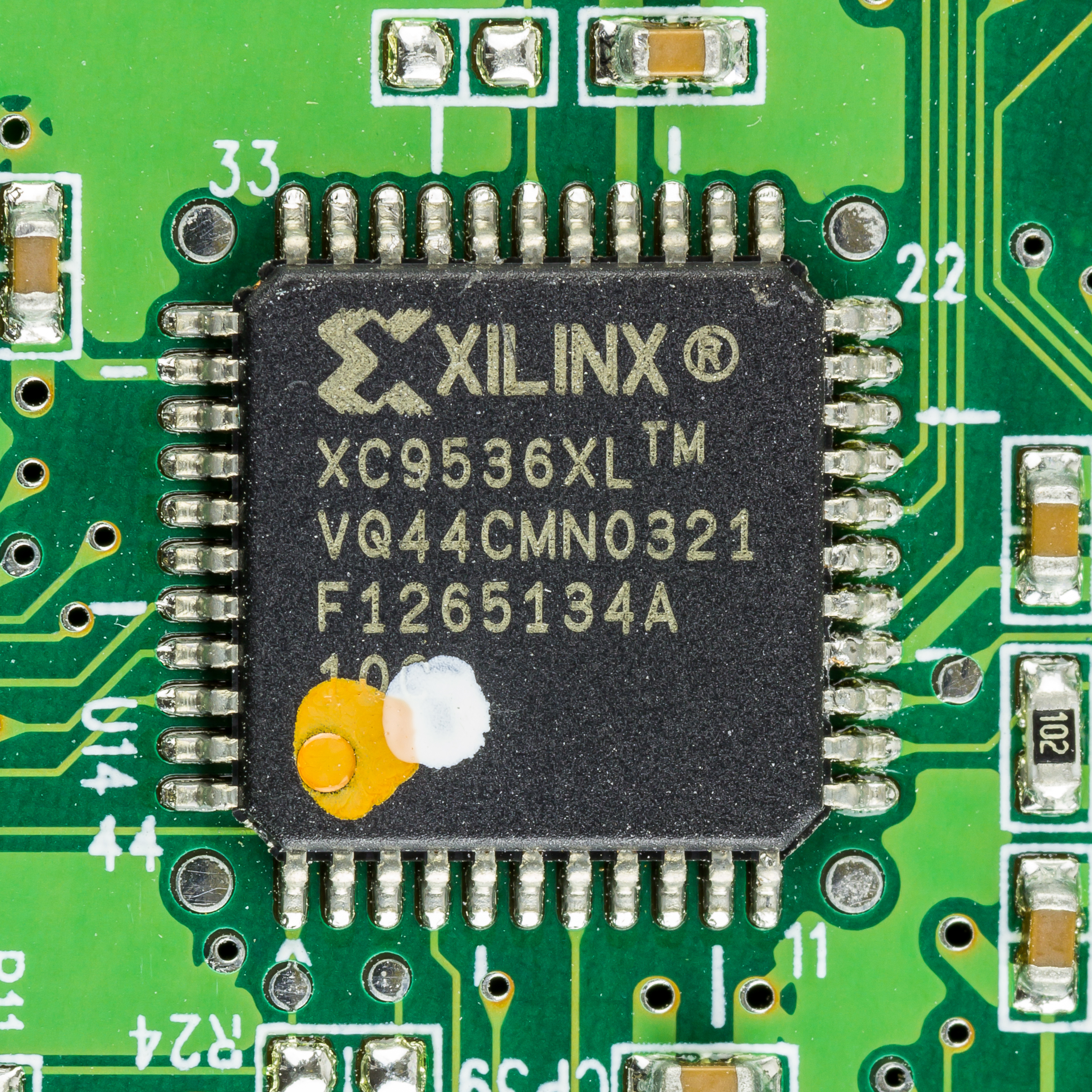
CPLD Xilinx XC9536XL

## روابط خارجية
- الموقع الرسمي Xilinx